# Inexist
«Inexist» — российская рок-группа, играющая в стиле мелодичный дэт-метал.

## История
Группа «Inexist» образовалась летом 2001 года в городе Ярославль, Россия. К середине 2003 года группа оформилась в составе, который работал до 2008 года. С конца февраля 2004 года группа «Inexist» приступает к записи дебютного альбома «Am I Senseless?» на лейбле Stygian Crypt Productions. В январе 2006 года группа подписывает контракт с молодым российским лейблом Mazzar/Mystic Empire, и в марте того же года начинает запись нового альбома «Relax and feel free», в студии «Dreamport» под руководством Максима Самосвата («Эпидемия», «Mechanical Poet»). В 2008 году группа расстаётся с басистом Александром «Борисом» Ручкиным. Ему на замену находится молодой, техничный и амбициозный музыкант Артём Бороненков. Вскоре пути группы расходятся с барабанщиком Антоном «Tepe$h» Хоменко. Заменой ему становится опять же молодой, техничный и амбициозный Антон Никитин. В 2009 году «Inexist» выпускают альбом «Погружение», а в 2010 - его англоязычную версию, получившую название «Decompression». Весной 2011, после выхода сингла «Бежать Без Оглядки», группа уходит в творческий отпуск. В апреле 2012 коллектив покинул один из основателей и вокалист Сергей Бредис, а оставшиеся участники начинают работать над новым альбомом, дата выхода которого до сих пор не известна. Последний на данный момент концерт группы состоялся 8 ноября 2014 года.

## Дискография
- 2002 — Evidence (Demo)
- 2004 — Am I Senseless? (LP)
- 2006 — Relax And Feel Free (LP)
- 2008 — Навстречу Мечте (LP)
- 2008 — 2000 Км (EP)
- 2008 — 2000 Км Навстречу Мечте (DVD)
- 2009 — Читая Сны (сингл)
- 2009 — Конец Света (сингл)
- 2009 — Погружение (LP)
- 2010 — Каждый День И Каждый Час (сингл)
- 2010 — Decompression (LP)
- 2011 — Бежать без оглядки (сингл)